# Yaylabağı, İhsaniye
Yaylabağı là một thị trấn thuộc huyện İhsaniye, tỉnh Afyonkarahisar, Thổ Nhĩ Kỳ. Dân số thời điểm năm 2011 là 2.116 người.